# Mikrotia

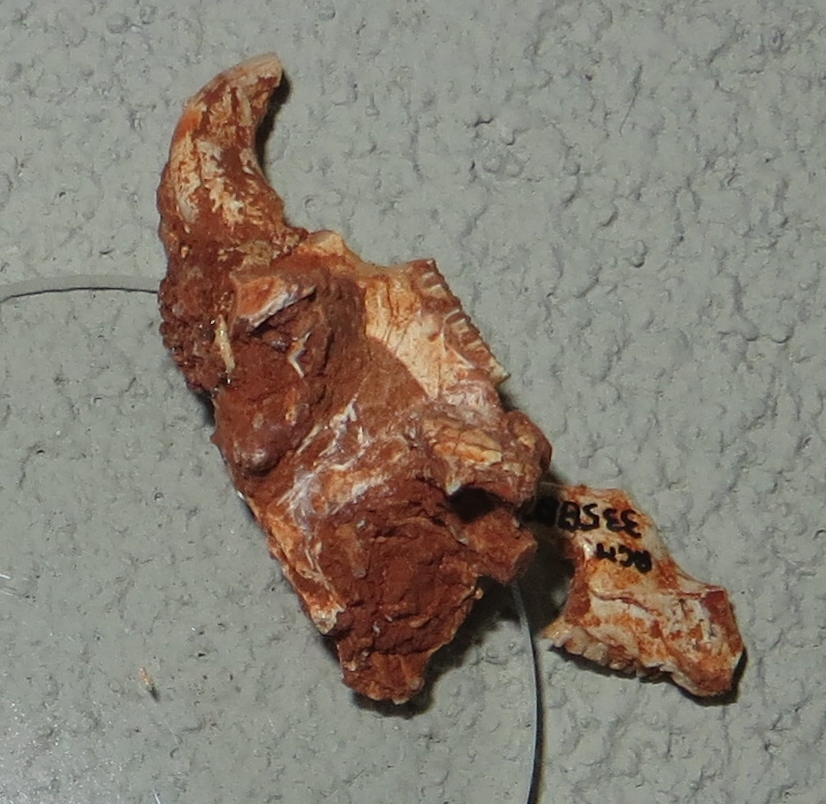
Mandibola di Mikrotia sp.

La microtia (gen. Mikrotia) o topo gigante del Gargano è un roditore estinto, appartenente ai muridi. Visse tra il Miocene superiore e il Pliocene inferiore (circa 7 - 5 milioni di anni fa) e i suoi resti fossili sono stati ritrovati in Italia (Gargano).

## Descrizione
Questo animale, nonostante appartenesse al gruppo degli odierni ratti e topi, era di dimensioni molto maggiori rispetto alle forme attuali. Il solo cranio della specie più grande, Mikrotia magna, era lungo circa 10 centimetri. Le specie del genere Mikrotia mostrano una tendenza evolutiva verso lo sviluppo di molari ipsodonti (a corona alta) e nell'accrescimento del numero di lobi dentali nel primo molare inferiore (come è poi avvenuto più tardi nelle arvicole). Le forme più antiche del genere Mikrotia erano ancora caratterizzate da un pattern dentale tipico dei muridi, composto da una successione di tre file parallele di cuspidi. Era tuttavia già presente un lobo ulteriore nella parte anteriore del primo molare inferiore. In una successione evolutiva piuttosto rapida, varie specie successive di Mikrotia svilupparono un numero sempre maggiore di ulteriori lobi e una maggiore ipsodontia. Nell'ultima e più grande specie, M. magna, il primo molare inferiore aveva acquisito un pattern totalmente simile a quello delle arvicole, con sei file di creste trasversali.

## Classificazione
I topi giganti del Gargano sono rappresentati da tre specie (Mikrotia parva, M. maiuscula e M. magna), tutte rinvenute nei depositi di fessura nel Gargano (Freudenthal, 1976). Nel corso del Miocene, il Gargano divenne un'isola e sviluppò una peculiare fauna insulare, tra cui roditori di grande taglia. Mikrotia si sviluppò da forme continentali sconosciute (forse Parapodemus, con il quale le specie più antiche di Mikrotia condividono la forma dei molari inferiori) e in seguito le sue dimensioni aumentarono, così come le specializzazioni dentarie. 
Inizialmente Freudenthal descrisse queste specie nel genere Microtia (con riferimento a Microtus, un'arvicola dalla dentatura simile), ma successivamente lo stesso studioso ridenominò il genere, poiché il nome Microtia era già stato utilizzato per un altro animale (Freudenthal, 2006).
Mikrotia, nonostante le affinità della dentatura con quelle degli arvicolidi, è chiaramente un rappresentante dei muridi sulla base delle caratteristiche craniche (Parra, 1999).